# Александар Беркман
Александар Беркман (рус. Александр Беркман; Вилњус, 21. новембар 1870 — Ница, 28. јун 1936) је био руски писац и анархиста. Био је блиско повезан са Емом Голдман, још једном руском анархисткињом са којом је често сарађивао и организовао антиратне кампање и кампање за грађанска права.

## Биографија
Беркман је рођен у Вилњусу у Русији 1870. године. У доба револуционарних устанака Беркман је био под утицајем свог ујака Максима, који је касније био протеран у Сибир због своје револуционарне активности. Придружио се групи студената који су проучавали литературу нихилиста и других забрањених организација, због чега је избачен из школе. Пошто није могао наћи посао, емигрирао је у САД 1888.
Живео је у Њујорку, где се укључио у анархистички покрет. Био је у вези са анархисткињом Емом Голдман. У 1892, Беркман је покушао атентат на бизнисмена Хенрија Клеја Фрика. Фрик је презивео атентат а Беркам је био осуђен на 14 година робије. Његова искуства у затвору описао је у својој првој књизи Затворски мемоари анархисте.
Након излаза из затвора, Беркман је радио као уредник Голдмановог анархистичког листа „Мајка земља“, а покренуо је изадавање свог листа „Експозија“ (енгл. The Blast). Године 1917, Берман и Голдманова су осуђени на две године робије због завере према новоуспостављеном обавезном регрутовању у САД. Након изласка из затвора, ухапшени су, па затим, заједно са другим анархистима, депортовани у Русију. Иако је на почетку подржавао Бољшевичку револуцију, Беркман је постао опозиција режиму који је био нетолерантан према критичарима. У 1925. години објавио је књигу Бољшевички мит.
Док је живео у Француској, наставио је да даје подршку анархистичким покретима. Због лошег здравља извршио је самоубиство 1936. године.